# Karabinek AMD-65
AMD-65 (węg. Automata Módosított Desszantfegyver) – węgierska modyfikacja AKM przeznaczona dla wojsk powietrznodesantowych.

## Historia
W latach 60 XX w. na Węgrzech rozpoczęto produkcję karabinków automatycznych AK. W 1963 roku rozpoczęto produkcję karabinka AK-63 będącego zmodyfikowanym AK wyposażonym w chwyt przedni. W dwa lata później AK-63 stał się podstawą do opracowania karabinka dla wojsk powietrznodesantowych oznaczonego jako AMD-65. Aby ułatwić spadochroniarzom desantowanie z bronią opracowany dla nich karabinek wyposażono w krótszą lufę i składaną kolbę. Ponieważ uznano, że rosyjska kolba karabinka AKS składana pod spód broni jest zbyt mało sztywna, karabinek spadochroniarzy wyposażono w prętową kolbę składaną na bok broni (jak wykazały późniejsze doświadczenia kolba prętowa jest sztywniejsza, ale okazała się podatna na uszkodzenia). Ponieważ skrócenie lufy zaowocowało znacznym powiększeniem płomienia wylotowego karabinka AMD-65 wyposażono w duży tłumik płomienia.

## Opis
AMD-65 jest bronią samoczynno-samopowtarzalną. Zasada działania oparta na odprowadzaniu części gazów prochowych przez boczny otwór lufy, z długim ruchem tłoka gazowego. AMD-65 strzela z zamka zamkniętego. Zamek ryglowany przez obrót. Mechanizm uderzeniowy kurkowy, mechanizm spustowy z przełącznikiem rodzaju ognia. Dźwignia przełącznika rodzaju ognia pełni jednocześnie rolę bezpiecznika.
AMD-65 jest bronią zasilaną z magazynków 30-nabojowych.
Lufa zakończona tłumikiem płomienia.
AMD-65 wyposażony jest w dwa chwyty pistoletowe. Kolba składana na bok broni, prętowa. Przyrządy celownicze mechaniczne (celownik krzywkowy z muszką, nastawy do 800 m).